# Рухенна
Рухенна (пол. Ruchenna) — село в Польщі, у гміні Коло Кольського повіту Великопольського воєводства.
Населення — 88 осіб (2011).
У 1975-1998 роках село належало до Конінського воєводства.

## Демографія
Демографічна структура станом на 31 березня 2011 року:
|          | Загалом | Допрацездатний вік | Працездатний вік | Постпрацездатний вік |
| -------- | ------- | ------------------ | ---------------- | -------------------- |
| Чоловіки | 42      | 10                 | 27               | 5                    |
| Жінки    | 46      | 8                  | 30               | 8                    |
| Разом    | 88      | 18                 | 57               | 13                   |